# إدويدج دانتيكا
إدويدج دانتيكا (النطق بالكريولية الهايتية: [ɛdwidʒ dãtika] ؛ من مواليد 19 يناير 1969) روائية أمريكية من أصل هايتي [الإنجليزية] وكاتبة قصة قصيرة. نُشرت روايتها الأولى، نفس، عيون، ذاكرة ‏، في عام 1994 وأصبحت من اختيار نادي أوبرا للقراءة. قامت دانتيكا منذ ذلك الحين بتأليف أو تحرير العديد من الكتب وحصلت على العديد من الجوائز والأوسمة.

## المواضيع

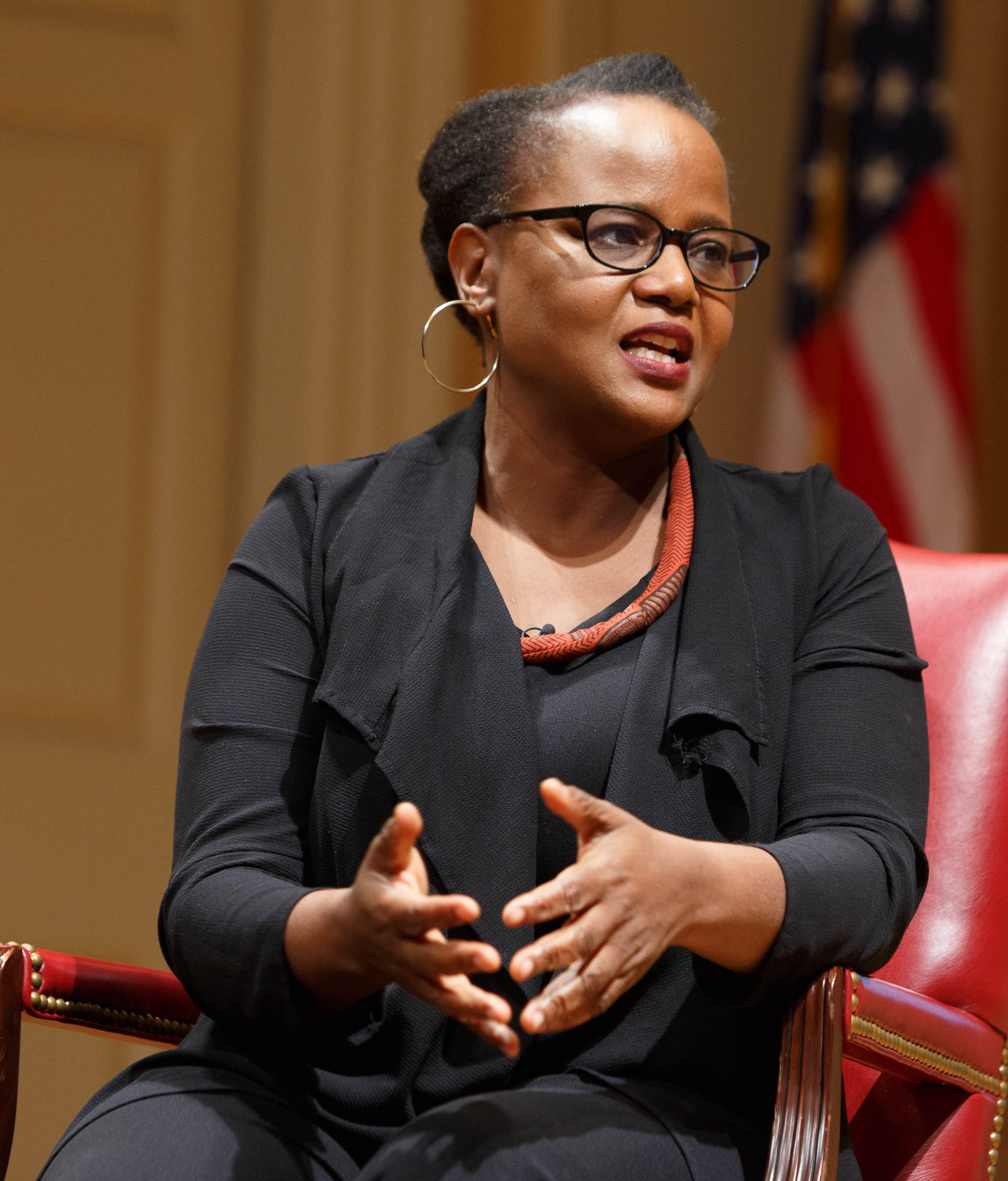
دانتيكا يتحدث في عام 2019

## الجوائز والتكريمات
فازت دانتيكا بجوائز الرواية الخيالية من مجلتي إيسانس [الإنجليزية] وسفنتين ‏، ولُقبت بـ«1 من 20 شخصًا في العشرينات من العمر سيحدثون فرقًا» في مجلة هاربر بازار، وظهرت في مجلة نيويورك تايمز كواحد من الأشخاص «30 تحت 30» الذين يجب مشاهدتهم، وحصلت على لقب «أفضل 15 امرأة في العام» من قبل مجلة جين ‏.
- 1994: جائزة الخيال للكاتب الكاريبي [الإنجليزية]
- 1995: جائزة سيدة الإنجاز، كلية بارنارد
- جائزة بوشكارت للقصة القصيرة  [لغات أخرى]‏ عن فيلم «بين بول والغردينيا»
- ترشيح جائزة الكتاب الوطني عن «كريك؟ كراك!»(بالإنجليزية: Krik? Krak!)‏
- 1996: أفضل الروائيين الأمريكيين الشباب من مجلة جرانتا.[16]
- منحة ليلا والاس-ريدرز دايجست
- 1999: جائزة الكتاب الأمريكي عن «زراعة العظام»(بالإنجليزية: The Farming of Bones)‏
- جائزة فلايانو الدولية للأدب
- جائزة سوبر فلايانو عن «زراعة العظام»
- 2005: جائزة القصة عن «قواطع الندى» (بالإنجليزية: The Dew Breaker)‏
- 2005: جائزة Anisfield-Wolf Book [17] عن "The Dew Breaker"
- 2007: ترشيح جائزة الكتاب الوطني عن «أخي، أنا أموت» (بالإنجليزية: Brother، I'm Dying)‏
- 2007: جائزة دائرة نقاد الكتاب الوطنية عن «أخي، أنا أموت»
- 2008: جائزة دايتون الأدبية للسلام عن «أخي، أنا أموت»
- 2008: جائزة إرث مؤسسة هيرستون/رايت  [لغات أخرى]‏ عن «أخي، أنا أموت» (بالإنجليزية: Brother، I'm Dying)‏
- 2009: منحة عبقرية برنامج زملاء ماك آرثر
- 2009: جائزة نيكولاس جيلن للأدب الفلسفي، الرابطة الفلسفية الكاريبية  [لغات أخرى]‏
- 2011: ميدالية لانجستون هيوز [الإنجليزية]، كلية مدينة نيويورك
- 2011: جائزة OCM بوكاس للأدب الكاريبي  [لغات أخرى]‏ عن الإبداع الخطير (بالإنجليزية: Create Dangerously)‏
- 2012: درجة فخرية من كلية سميث
- 2013: درجة فخرية من جامعة ييل [18]
- 2014: وسام أندرو كارنيجي للتميز في الرواية  [لغات أخرى]‏، القائمة المختصرة عن «كلير أوف ذا سي لايت» (بالإنجليزية: Claire of the Sea Light)‏ [19]
- 2014: PEN Oakland - جائزة جوزفين مايلز الأدبية [الإنجليزية]
- 2017: درجة الدكتوراه الفخرية في الآداب (DLitt) من الحرم الجامعي المفتوح بجامعة ويست إنديز.[20][21]
- 2017: جائزة نيوشتادت الدولية للآداب[22]
- 2018: جائزة الرؤساء، معرض سانت مارتن للكتاب.[23]
- 2019: جائزة دائرة نقاد الكتاب الوطنية (الخيال) عن «كل شيء في الداخل» (بالإنجليزية: Everything Inside)‏[24]
- 2020: جائزة القصة لكل شيء في الداخل [25]
- 2020: جائزة مؤسسة فيلسيك في الأدب [26]

## المنشورات

### الكتب
- نفس، عيون، ذاكرة  [لغات أخرى]‏ (رواية، 1994)
- كريك؟ كراك!  [لغات أخرى]‏ (قصص، 1996)
- زراعة العظام  [لغات أخرى]‏ (رواية، 1998)
- وراء الجبال (رواية الشباب، 2002، جزء من سلسلة First Person Fiction)
- بعد الرقص: نزهة عبر الكرنفال في جاكميل، هايتي (كتاب سفر، 2002)
- قواطع الندى [الإنجليزية] (رواية في قصص، 2004)
- أناكونا: الزهرة الذهبية، هايتي، 1490 (رواية للشباب، 2005، جزء من سلسلة اليوميات الملكية)
- أخي، أنا أموت [الإنجليزية] (مذكرات / نقد اجتماعي، 2007)
- طريق الفراشة (محرر مختارات)
- إنشاء خطير: الفنان المهاجر في العمل (مجموعة المقالات، 2010)
- ثمانية أيام: قصة هايتي (كتاب مصور، 2010)
- Tent Life: هايتي (مساهم في مقال، 2011)
- هاييتي نوير (محرر مختارات، 2011)
- أفضل مقالات أمريكية، 2011 (محرر مختارات، أكتوبر 2011)
- آخر مابو (رواية للأطفال، يناير 2013).
- كلير أوف ذا سي لايت  [لغات أخرى]‏ (رواية، أغسطس 2013)
- هايتي نوير 2: الكلاسيكيات (محرر مختارات، يناير 2014)
- عندليب ماما (بالإنجليزية: Mama's Nightingale)‏ (كتاب مصور، سبتمبر 2015)
- حل (بالإنجليزية: Untwine)‏ (رواية للكبار الصغار، أكتوبر 2015)
- فن الموت (سيرة ذاتية، يوليو 2017)
- طب أمي (بالإنجليزية: My Mommy Medicine)‏ (كتاب مصور، فبراير 2019)
- كل شيء في الداخل (قصص أغسطس 2019)

### قصص قصيرة
- "The Book of the Dead". النيويوركر. 21 يونيو 1999. ص. 194–.
- "Ghosts". The New Yorker. ج. 84 رقم  38. 24 نوفمبر 2008. ص. 108–113. مؤرشف من الأصل في 2022-07-23. اطلع عليه بتاريخ 2009-04-16.
- "Quality Control". واشنطن بوست. 14 نوفمبر 2014. مؤرشف من الأصل في 2022-06-28. اطلع عليه بتاريخ 2015-01-31.
- Crabs, The New Yorker

### فيلم
- بوتو ميتان - كاتب/راوي، 2009
- Girl Rising (هايتي) - كاتب، 2013 [27]

### ترجمات إلى اللغة الإنجليزية
- جاك ستيفن أليكسيس - L'Espace d'un cillement (1959). في وميض الجفن ترجمة كواتس وإدويدج دانتيكات (2002).

## روابط خارجية
- إدويدج دانتيكا على موقع IMDb (الإنجليزية)
- إدويدج دانتيكا على موقع الموسوعة البريطانية (الإنجليزية)
- إدويدج دانتيكا على موقع إن إن دي بي (الإنجليزية)
- إدويدج دانتيكا على موقع قاعدة بيانات الفيلم (الإنجليزية)